# Yya-Hha
Yya-Hha (tiếng Nga: Йя-Хха) là một bộ phim tài liệu ca nhạc ngắn của đạo diễn Rashid Nugmanov, thực hiện trong khoảng hai tuần vào năm 1986.

## Diễn viên
- Igor Mossin
- T.Yegorova
- V.Peskov
- V.Gorin
- А.Pavlova
- V.Looga
- Mike Naumenko
- R.Sergeyeva
- I.Glushen
- N.Tretyak
- V.Zheleznov
- О.Ivanov
- Viktor Tsoy
- Boris Grebenshchikov
- Konstantin Kinchev

## Ê-kíp
- Thiết kế sản xuất: Rashid Nugmanov
- Âm nhạc: Boris Grebenshchikov, Konstantin Kinchev, Mike Naumenko, Yury Tsaryov, Viktor Tsoy

## Vinh danh
- Giải thưởng FIPRESCI - hạng mục Điện ảnh Soviet trẻ, Liên hoan phim Quốc tế Moskva (1987)